# Tengers
Tengers es una película del año 2007.

## Sinopsis
Bienvenidos al mundo de Rob, un parado de unos veinte años, que supuestamente escribe la novela sudafricana del siglo, y que va de una aventura a otra. Una pistola y un pasamontañas, un billete de lotería ganador, unos amigos y un enemigo que le persigue son algunos de los ingredientes de esta historia. Rob acabará por descubrir un sentido a la vida.